# 约翰斯敦 (科罗拉多州)
约翰斯敦（英語：Johnstown），是美国科罗拉多州韦尔德县和拉里默爾縣下属的一座城市。建市于1907年5月13日，面积大约为13.611平方英里（35.252平方公里）。据2010年美国人口普查的数据，该市有9,887人。估计2011年该市有人口10,119人，相比2010年人口增长率为2.35%。同时，论人口该市是科罗拉多州第45大城市。